# 마이 맨 (영화)
《마이 멘》(프랑스어: Un début prometteur)는 2015년 공개된 프랑스의 코미디 드라마 영화이다.

## 캐스팅
- 벨 배턴스 - 마틸드 카르맹 역
- 자샤리 샤세리오 - 가브리엘 보벨 역
- 파브리스 루치니 - 프랑시스 보벨 역
- 마누 페이옛 - 마르탱 보벨 역
- 장-미셸 발타자르 - 피에르 역
- 프레데릭 스코틀란드 - 사비에르 역
- 에밀리 가부아-칸 - 약사 역
- 로만 배런 - 약국 손님 역
- 기욤 브라이트 - 메이저 크로포드 역
- 브루노 하우슬러 - 레지나 역